# 都田村
都田村（みやこだむら）は、静岡県引佐郡にあった村である。

## 沿革
- 1889年4月1日 - 町村制施行に伴い都田村，滝沢村，鷲沢村が合併して引佐郡都田村が成立。
- 1955年3月31日 - 浜名郡神久呂村とともに浜松市へ編入され消滅。
- 2007年4月1日 - 浜松市の政令指定都市移行に伴い北区の一部となる。
- 2024年1月1日 - 浜松市の行政区再編に伴い、浜名区の一部となる。

## 交通

### 鉄道
- 日本国有鉄道
  - 二俣線（現天竜浜名湖鉄道天竜浜名湖線）
    - 都田駅
- 遠州鉄道
  - 奥山線
    - 谷駅

## 出身者
- 小百合葉子（俳優） - 劇団たんぽぽ創立者